# Правило Борна
Правило Борна в квантовій механіці визначає ймовірність отримання певного результату при вимірюванні в квантовій системі. Його сформулював 1926 року німецький фізик Макс Борн. У найпростішій формі правило стверджує, що густина ймовірності виявити частинку в певній точці пропорційна квадрату модуля її хвильової функції  в цій точці. Правило Борна належить до фундаментальних принципів квантової механіки. Було чимало спроб вивести його з інших припущень квантової механіки, але результати залишаються непереконливими.

## Правило
Правило Борна стверджує, що при вимірюванні спостережуваної, якій відповідає ермітів оператор
{\displaystyle A} у системі з нормованою хвильовою функцією
{\displaystyle |\psi \rangle }
(дивіться бра-кет нотація)
- результатом буде одне з власних значень {\displaystyle \lambda } оператора {\displaystyle A}, а
- імовірність отримати певне власне значення  дорівнює {\displaystyle \langle \psi |P_{i}|\psi \rangle }, де {\displaystyle P_{i}} — проєкція {\displaystyle A} на власний простір, що відповідає {\displaystyle \lambda _{i}}.

У разі, коли власний простір  {\displaystyle A}, що відповідає  {\displaystyle \lambda _{i}} одновимірний і визначається нормалізованим власним вектором  {\displaystyle |\lambda _{i}\rangle }, {\displaystyle P_{i}} дорівнює {\displaystyle |\lambda _{i}\rangle \langle \lambda _{i}|}, тож імовірність {\displaystyle \langle \psi |P_{i}|\psi \rangle } дорівнює {\displaystyle \langle \psi |\lambda _{i}\rangle \langle \lambda _{i}|\psi \rangle }. Оскільки комплексне число {\displaystyle \langle \lambda _{i}|\psi \rangle } відоме як  амплітуда ймовірності того, що вектор стану {\displaystyle |\psi \rangle } відповідає воласному вектору  {\displaystyle |\lambda _{i}\rangle }, зазвичай правило Борна описують, як твердження, що ймовірність дорівнює квадрату амплітуди (точніше добутку амплітуди на спряжене до неї число). Еквівалентно, ймовірність можна записати як {\displaystyle |\langle \lambda _{i}|\psi \rangle |^{2}}.
У разі, коли спектр  {\displaystyle A} не цілком дискретний,  спектральна теорема доводить існування певної проективної міри {\displaystyle Q}, що є спектральною мірою {\displaystyle A}.  Тоді
- імовірність того. що результат вимірювання належить мірній множині {\displaystyle M} задається величиною {\displaystyle \langle \psi |Q(M)|\psi \rangle }.

Якщо розглядати хвильову функцію
{\displaystyle \psi }
для окремої безструктурної частинки в координатному просторі, це зводиться до твердження, що густина ймовірності 
{\displaystyle p(x,y,z)}
вимірювання положення в час
{\displaystyle t_{0}}
задається виразом
{\displaystyle p(x,y,z)=}{\displaystyle |\psi (x,y,z,t_{0})|^{2}.}

## Історія
Борн сформулював правило в роботі 1929 року. Роз'язавши рівняння Шредінгера для задачі розсіяння, під впивом роботи Ейнштейна з фотоефекту Він у примітках внизу сторінки, він зробив висновок, що таке правило є єдиним тлумаченням розв'язку. 1954 року, разом із Вальтером Боте, він отримав Нобелівську премію з фізики за цю та інші роботи. Джон фон Нейман обговорює застосування правила Борна в книзі 1932 року.

## Виноски
1. 1 2  
Born, Max (1926). Wheeler, J. A.; Zurek, W. H. (ред.). Zur Quantenmechanik der Stoßvorgänge [On the quantum mechanics of collisions]. Princeton University Press (опубліковано 1983). с. 863—867. doi:10.1007/BF01397477. ISBN 0-691-08316-9.
2. 1 2  
Born, Max (11 грудня 1954). The statistical interpretation of quantum mechanics (PDF). www.nobelprize.org. nobelprize.org. Процитовано 30 грудня 2016. Again an idea of Einstein's gave me the lead. He had tried to make the duality of particles - light quanta or photons - and waves comprehensible by interpreting the square of the optical wave amplitudes as probability density for the occurrence of photons. This concept could at once be carried over to the psi-function: |psi|2 ought to represent the probability density for electrons (or other particles).
3. ↑  
Neumann (von), John (1932). Mathematische Grundlagen der Quantenmechanik [Mathematical Foundations of Quantum Mechanics]. Princeton University Press (опубліковано 1996). ISBN 0691028931.